# Pelastoneurus latifacies
Pelastoneurus latifacies är en tvåvingeart som beskrevs av Van Duzee 1930. Pelastoneurus latifacies ingår i släktet Pelastoneurus och familjen styltflugor.
Artens utbredningsområde är Kalifornien. Inga underarter finns listade i Catalogue of Life.